# Juan Manuel Torres
Juan Manuel Torres, meglio noto come Chaco Torres (Puerto Vilelas, 20 giugno 1985), è un ex calciatore argentino, di ruolo centrocampista.

## Caratteristiche tecniche
Gioca come mediano davanti alla difesa.

## Carriera

### Nazionale
Ha fatto parte della Nazionale argentina Under-21 che ha vinto i Mondiali Under-20 2005.

## Palmarès

### Nazionale
- Campionato mondiale Under-20: 1

Olanda 2005